# Gustave Adolphe Gerhardt
Pour les articles homonymes, voir Gerhardt.
Gustave Adolphe Gerhardt, né le 2 février 1843 à Strasbourg, et mort le 12 février 1921 à Paris, est un architecte français.

## Biographie
Fils de Charles Daniel Gerhardt, marchand de bois, et de Sophy Bley, il fait son premier stage d'architecture en septembre 1861 chez Louis-Jules André. Il est élève de l'école des Beaux-Arts de Paris (1861-1865), en ayant présenté pour le concours d'admission deux objets, une base de candélabre et un chauffoir public avec portique. Il est lauréat du prix de Rome en architecture en 1865, en ayant proposé comme sujet « Une hôtellerie pour voyageurs ». Il est pensionnaire à la Villa Médicis à Rome du 29 janvier 1866 au 31 décembre 1869.
Il est engagé volontaire durant le siège de Paris en 1870, et reçoit la médaille militaire. Né en Alsace, il opte pour la France le 10 septembre 1872.
Il devient architecte des bâtiments civils en 1889 et professeur-chef d'atelier libre d'architecture à l'école des Beaux-arts (1881-1890). En 1881, il est architecte du Collège de France, puis en 1890, architecte du ministère de l'Instruction publique et des beaux-arts.
Son cabinet d'architecte est au no 21 boulevard des Batignolles à Paris 8e (1876-1878), puis à Paris 5e (1888-1921).

## Vie privée
Il épouse le 9 janvier 1875 à Paris 9e Berthe Rose Amélie Leconte de Roujou (1849-1912), fille du peintre Auguste-Louis-Gabriel Leconte de Roujou. Le couple a deux enfants, Marcel et Marguerite.
Veuf, il meurt le 12 février 1921 en son domicile du 3 rue Soufflot à Paris 5e .

## Œuvres
- Restauration du Collège de France
- Continuation de la faculté des sciences de Clermont-Ferrand
- Bibliothèque Lafayette à Clermont-Ferrand inaugurée en 1905
- Institut Pasteur à Garches
- Projet de la faculté des sciences de Poitiers
- Construction de l'Institut de chimie de Montpellier
- Travaux d'installation des laboratoire et bibliothèque de la faculté de médecine de Paris
- (Avec Louis Ernest Barrias), monument à Maria Deraismes au square des Épinettes en 1898
- Salle de concert et de théâtre de l'Hôtel de Béhague (actuelle ambassade de Roumanie à Paris)[8]
- Construction d'hôtels particuliers privés, notamment pour le peintre Alphonse de Neuville, dans la rue du même nom[9], rue Ampère pour le peintre Ferdinand Heilbuth, à l'angle de l'avenue Gourgaud et du boulevard Berthier ou encore au 20 rue Legendre.

## Distinctions
- Prix Deschaumes (Architecture) de l'Académie des Beaux-arts (1871)
- Officier d'académie (1886)
- Officier de la Légion d'honneur (1903)
- Médaille militaire

## Élèves
- Joseph Durand (1869-1925), élève en 1888[10]